# 曾紹芳 (萬曆進士)
曾绍芳（1570年—1643年），字世德，號蘭若，湖广郴州永兴县人，是一名明朝政治人物。

## 生平
萬曆二十八年（1600年）庚子科湖广举人，三十五年丁未科进士，次年任浙江乌程县知县，为政务持大体，戊申水荒，竭力赈济，至今百姓称之。擢户部主事，司饷永平，晋郎中。天启二年七月升为四川布政使司右参议，分巡夔州，三年十月调下川东道。四年辞官归，为梓里造福甚多，如议里役、修学宫、勤劝诲、置义冢，邑人迄今德之。

## 家族
曾祖曾汝能，贡士。祖父曾仲善，廪生。父亲曾用中，号智庵，拔贡，官四川重庆府长寿知县。母曹氏。慈侍下。弟継芳、彦芳、承芳、傳芳、聯芳、嗣芳。